# Leucofenicita
La leucofenicita és un mineral de la classe dels silicats. Va ser identificada per primera com a mineral l'any 1899 per C. H. Warren i Samuel Lewis Penfield a partir d'una mostra trobada anteriorment per J. J. McGovern a la mina Franklin de Nova Jersey, als Estats Units. El seu nom prové del grec λευκοσ, leukos, que significa pàl·lid, i φοινιζ, foinis, que vol dir vermell porpra, en al·lusió al seu color.

## Característiques
La leucofenicita és un nesosilicat de fórmula química Mn₇2+(SiO₄)₃(OH)₂. Cristal·litza en el sistema monoclínic, els cristalls es formen rarament i són típicament esvelts, prismàtics, allargats i estriats. La seva duresa a l'escala de Mohs és 5,5 a 6.
Segons la classificació de Nickel-Strunz, la leucofenicita pertany a «9.AF - amb anions addicionals; cations en [4], [5] i/o només coordinació [6]» juntament amb els següents minerals: sil·limanita, andalucita, kanonaïta, cianita, mullita, krieselita, boromullita, yoderita, magnesiostaurolita, estaurolita, zincostaurolita, topazi, norbergita, al·leghanyita, condrodita, reinhardbraunsita, kumtyubeïta, hidroxilcondrodita, humita, manganhumita, clinohumita, sonolita, hidroxilclinohumita, ribbeïta, jerrygibbsita, franciscanita, örebroïta, welinita, el·lenbergerita, sismondita, magnesiocloritoide, ottrelita, poldervaartita i olmiïta.
A més dels elements de la seva fórmula i pot contenir impureses de: calci, ferro, magnesi, potassi, sodi i zinc.

## Formació i jaciments
La leucofenicita es forma a baixa pressió, en ambients hidrotermals o en zones de contacte en vetes i skarns en el cos de menes de Zn-Mn.
Ha estat trobada a Breuil-Cervinia, vall d'Aosta, Itàlia; mina Yaei, Shiga, Honshu, Japó; mina Kombat, Grootfontein, Otjozondjupa, Namíbia; Răzoare, Comtat de Maramureș, Romania; mina N'Chwaning II, Kuruman, i mina Wesells, Hotazel, Cap Septentrional, Sud-àfrica; i mina Harstigen, Värmland, Suècia.
Sol trobar-se associada a altres minerals com: barita, barisilita, calcita, coure natiu, franklinita, granat, glaucocroïta, hausmannita, jerrygibbsita, manganosita, pirocroïta, rodocrosita, sonolita, spessartina, sussexita, tefroïta, vesuvianita, wil·lemita, i zincita.